# World Tofauti
World Tofauti (Un mundo diferente) es una película romántica keniana de 2017 dirigida por Kang'ethe Mungai. Está protagonizada por Avril Nyambura e Innocent Njuguna, y cuenta con Maureen Njau en un papel secundario.

## Sinopsis
Nina (Avril Nyambura) es una mujer de los suburbios de Nairobi. Conoce a Hinga (Innocent Mungai), un hombre de origen decente con un buen trabajo, que se queda varado cerca del Aeropuerto Internacional Jomo Kenyatta, y junto con su pandilla, le roba todos sus objetos de valor. En un giro del destino, los dos finalmente se enamoran, a pesar de que Hinga está comprometido con Ciru (Maureen Njau), una mujer exigente y controladora de su mismo origen social.

## Elenco
- Avril Nyambura como Nina, una mujer criada en un barrio pobre de Nairobi
- Innocent Njuguna como Hinga, un exitoso empresario de Nairobi
- Maureen Njau como Ciru, la exigente y controladora prometida de Hinga.

## Lanzamiento
World Tofauti se estrenó en el Teatro Nacional de Kenia en Nairobi, el 22 de diciembre de 2017.

## Reconocimientos
- Premio a la mejor película en idioma local y a la mejor banda sonora original en los 8th Kalasha TV & Film Awards en Nairobi, Kenia, el 24 de noviembre de 2018.[4]